# Phyllactinia mali
Phyllactinia mali är en svampart som först beskrevs av Duby, och fick sitt nu gällande namn av U. Braun 1978. Phyllactinia mali ingår i släktet Phyllactinia och familjen Erysiphaceae.  Arten är reproducerande i Sverige. Inga underarter finns listade i Catalogue of Life.